# Fontaine de l'Artichaut
 (juin 2018).
La fontaine de l'Artichaut (en italien, fontana del Carciofo) est l'une des fontaines monumentales de Naples, située au centre de l'actuelle piazza Trieste et Trento.

## Histoire
Le maire Achille Lauro souhaita la construction de la fontaine pendant la période de son mandat municipal, entre 1952 et 1957. Dans l'avant-projet de la Ville, au centre de la place devait être placée la fontaine de Monteoliveto, provenant de la place homonyme. Cependant, en 1955, le Conseil supérieur des beaux-arts s'y est opposé. La réponse du maire Lauro a été d'installer une fontaine donnée par lui à la ville. En effet, la fontaine de l'Artichaut a été inaugurée le soir du 29 avril 1956.

## Description
La fontaine, de style classique, est composée de deux niveaux : à la base une grande vasque, au dessus de laquelle une plus petite est surmontée d'une sculpture en forme de corolle florale. C'est la forme de la corolle, ressemblant aux bractées de l'artichaut, qui a donné son surnom populaire à la fontaine. Courant 2015, le monument est soumis à de profonds travaux de restauration et de nettoyage, destinés à lui rendre son aspect d'origine.

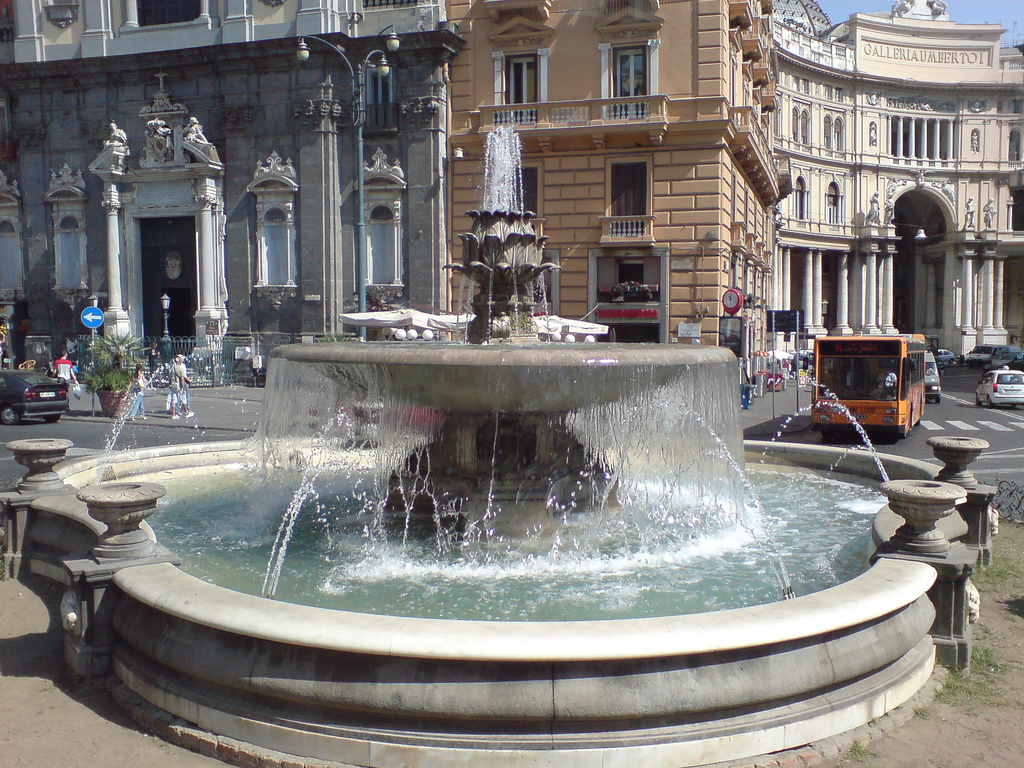
Vue d'ensemble.
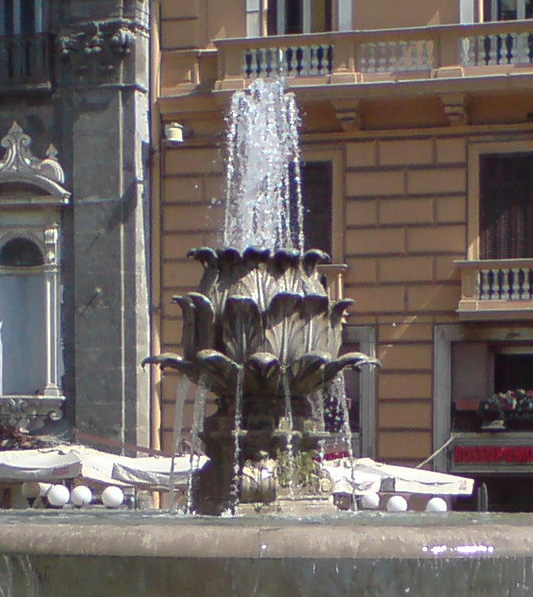
Détail de la corolle en forme d'artichaut.